# No Love
Singles de Eminem
Love the Way You Lie
(2010) That's All She Wrote
(2011)
Singles par Lil Wayne
Right Above It
(2010) Fire Flame
(2010)
No Love est une chanson du rappeur américain Eminem en collaboration avec Lil Wayne. La chanson, sortie le 5 octobre 2010, sert de troisième single pour le septième album studio d'Eminem, Recovery. La chanson est produite par Just Blaze. Cette chanson contient un sample du titre d'Haddaway, "What Is Love", apparaissant dans le refrain. Les labels distribuant cette chanson sont les mêmes qui produisent le septième album du rappeur, à savoir Interscope Records, Aftermath Entertainment, le label fondé par Dr. Dre, le producteur exécutif de Recovery et enfin Shady Records, label créé par Eminem et Paul Rosenberg, le manager du rappeur de Détroit.
No Love reçoit des critiques plutôt positives dans l'ensemble. Sam Wolfson, journaliste pour NME, considère le couplet d'Eminem comme l'un des plus brillants de sa carrière. Les critiques saluent également l'originalité des deux rappeurs et en particulier du sample d'Haddaway car ils jugent que l'Eurodance n'est généralement pas très propice à un sample pour une chanson de hip-hop. Le journaliste de Consequence of Sound affirme quant à lui que la chanson constitue l'une des meilleures de l'album Recovery. Il indique également apprécier le fait que deux des rappeurs les plus en vue dans le monde du rap collabore sur un titre. No Love s'est notamment classée septième en Pologne, dix-septième en Allemagne et vingt-troisième aux États-Unis. La chanson a d'ailleurs été téléchargée plus d'un million de fois dans le dernier pays cité.
La parution de No Love bénéficie d'un clip vidéo réalisé par Chris Robinson et qui fut réalisé au mois de juin 2010. Le clip vidéo a été diffusé pour la première fois le 30 septembre 2010 sur VEVO et sur la chaîne de télévision américaine MTV. Le single a été visionné plus de 100 000 000 fois sur la plateforme YouTube où deux vidéos sont sorties, une censurée et l'autre non. Le titre a été interprété à de nombreuses reprises notamment au Yankee Stadium de New York lors de la tournée d'Eminem, The Home & Home Tour ou encore au festival Lollapalooza de 2011 à Chicago. 

## Informations
La chanson parle des gens qui ont laissé tomber Eminem et Lil Wayne dans le passé. Elle comporte deux versets, le premier est rappé par Lil Wayne. Le refrain sample le titre d'Haddaway , What Is Love, sorti en 1993.
Les deux artistes ont interprété la chanson sur l'émission Saturday Night Live le 18 décembre 2010, il s'agit de la première apparence majeure en télévision pour Lil depuis sa sortie de prison

## Clip vidéo
La vidéo a été annoncée sur le compte Twitter d'Eminem. Il y a également précisé que les scènes de Lil Wayne avaient été enregistrées juste avant l'incarcération de ce dernier.
Le clip est présenté en avant-première le 30 septembre 2010 sur le site officiel du rappeur. Just Blaze, qui produit le morceau, et Denaun Porter y font une apparition.

## Classement hebdomadaire
| Classement (2010)                  | Meilleure position |
| ---------------------------------- | ------------------ |
| Allemagne (Media Control AG)       | 17                 |
| Australie (ARIA)                   | 21                 |
| Australie (Urban ARIA)             | 7                  |
| Autriche (Ö3 Austria Top 40)       | 26                 |
| Canada (Hot 100)                   | 24                 |
| Danemark (Tracklisten)             | 36                 |
| États-Unis (Hot 100)               | 23                 |
| États-Unis (Hot R&B/Hip-Hop Songs) | 59                 |
| États-Unis (Rap Songs)             | 9                  |
| États-Unis (Pop Airplay)           | 20                 |
| Europe (Hot 100)                   | 86                 |
| Irlande (IRMA)                     | 33                 |
| Nouvelle-Zélande (RMNZ)            | 22                 |
| Royaume-Uni (UK Singles Chart)     | 33                 |
| Royaume-Uni (UK R&B Chart)         | 7                  |
| Suisse (Schweizer Hitparade)       | 39                 |

## Historique de sortie
| Pays        | Date            | Format    | Label                        |
| ----------- | --------------- | --------- | ---------------------------- |
| États-Unis  | 5 octobre 2010  | CD single | Shady, Aftermath, Interscope |
| Allemagne   | 5 novembre 2010 | CD single | Shady, Aftermath, Interscope |
| Royaume-Uni | 8 novembre 2010 | CD single | Shady, Aftermath, Interscope |